# Richard Avedon
Richard Avedon (ur. 15 maja 1923 w Nowym Jorku, zm. 1 października 2004 w San Antonio) – amerykański fotograf.

## Życiorys
Urodzony w Nowym Jorku w rodzinie żydowskiej jako syn Anny i Jacoba Israela Avedona. Jego ojciec był imigrantem urodzonym w Rosji, który przeszedł od pracy fizycznej do założenia własnej, odnoszącej sukcesy, sprzedaży detalicznej odzieży na Piątej Alei, zwanej Avedon’s Fifth Avenue. Uczęszczał do DeWitt Clinton High School w Bronx. W liceum wygrał „Poeta Laureate of New York City High Schools”. Studiował filozofię i poezję na Uniwersytecie Columbia.
W czasie wojny, od 1942 do 1944 dołączył do floty handlowej. Po zwolnieniu w 1944 robił zdjęcia identyfikacyjne aparatem Rolleiflex, który dostał w prezencie od ojca, i natychmiast znalazł pracę w kilku magazynach, w tym „Harper’s Bazaar”. W 1946 założył własne studio i rozpoczął współpracę z magazynami mody, m.in. takimi jak „Vouge” i „Life”. 
Na co dzień pracował jako fotograf mody, zajmował się także przygotowywaniem portretów. Pozowali mu m.in.: Brigitte Bardot, Michaił Barysznikow, Charlie Chaplin, Björk, Humphrey Bogart, Truman Capote, Joe Dallesandro, Catherine Deneuve, Dovima, Bob Dylan, Dwight Eisenhower, Eurythmics, Carrie Fisher, Audrey Hepburn, Katharine Hepburn, Whitney Houston, Janis Joplin, Jackie Kennedy, Nastassja Kinski, Paul McCartney, Marilyn Monroe, Monty Python, Arnold Schwarzenegger, Tupac Shakur, Sharon Stone, Andy Warhol, Muddy Waters, Elizabeth Taylor, Tina Turner, Twiggy i Frank Zappa.

## Życie prywatne
Był biseksualny. W latach 1944–1949 był żonaty z Doe Avedon. 29 stycznia 1951 poślubił Evelyn Franklin, z którą miał jedno dziecko. Jednak doszło do rozwodu.
Zmarł w szpitalu w San Antonio, dokąd trafił z objawami wylewu krwi do mózgu, prosto z sesji zdjęciowej dla „The New Yorker”.